# Jordan von Sachsen

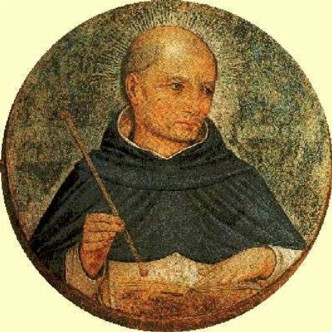
Jordan von Sachsen nach einem Fresko von Fra Angelico im Kloster San Marco (Florenz)

Jordan von Sachsen (auch Iordanus de Saxonia, Jordanus Saxo, Gordanus, Giordanus, Jordanus de Alamania (Alamaia ?), Jordanus Teutonicus [Theutonicus], nhd.: Jordan von Sachsen; * um 1185/1190 bei Dassel; † 13. Februar 1237 bei Akkon vor der syrischen Küste) war der zweite Ordensmeister der Dominikaner und gilt als einziger bedeutender katholischer Seliger Niedersachsens. Sein katholischer Gedenktag ist der 13. Februar.

## Leben
Sein Geburtsort ist nicht beurkundet. Nach den von der Geschichtsforschung zusammengetragenen Indizien bezieht sich seine Herkunft auf den zum Ellenser Wald gehörenden Burgberg bei Dassel gegenüber der Burg Hunnesrück. Berthold I. von Dassel, ein Sohn Adolfs I. von Dassel, ist als Dominikaner in Hildesheim beurkundet. Laut einer Handschrift des 14. Jahrhunderts wurde er von Jordan anlässlich einer Visite des Burgberges als Anhänger gewonnen. Die Gegend lag damals landesherrschaftlich in der Grafschaft Dassel und kirchlich im Archidiakonat Nörten. Auch ein Hinweis des Franciscus Lubecus entspricht dieser Zuordnung.
Sein Name bedeutet „der auf Erden Kühne“ (lateinisch-althochdeutsch). Mit Jordanus Nemorarius und Jordan von Osnabrück hatte er Zeitgenossen ähnlichen Namens, so dass es in späteren Jahrhunderten gelegentlich zu Verwechslungen kam. Bei der damaligen Gleichsetzung mit Jordanus Nemorarius spielte auch eine Rolle, dass der englische Chronist Nicholas Trivet (Annales sex regum) schrieb, Jordan von Sachsen wäre ein herausragender Wissenschaftler, der ein Buch über Gewichte und ein Buch De lineis datis geschrieben hätte. Es sind aber sonst keine Werke von Jordan von Sachsen über Mathematik oder Mechanik bekannt.
Nachdem er in Paris den Dominikanerorden organisiert und weitgehend neu strukturiert hatte, ging er 1237 auf große Fahrt nach Jerusalem, um in Heiligen Land Ordensniederlassungen zu besuchen. Sein Schiff zerschellte auf der Rückreise an einem Felsen bei Akkon vor der syrischen Küste. Er wurde in Akkon in der alten Dominikanerkirche (Predigerkirche) beigesetzt, deren Standort ist heute unbekannt, denn sie wurde bei der Belagerung von Akkon (1291) zerstört.

## Wirken
Nach einem Studium der Theologie in Paris trat er 1220 gemeinsam mit Heinrich von Köln in den Dominikanerorden ein und nahm noch im gleichen Jahr an der Generalversammlung in Bologna teil. 1221 wurde ihm die lombardische Ordensprovinz übertragen und 1222 wurde er Ordensgeneral des Dominikanerordens und Nachfolger des heiligen Dominikus in Paris.
Er gilt als eigentlicher Organisator des Ordens. Seine hohe Bildung, die ihn auch zu einem hervorragenden Redner machte, verschaffte ihm weltweit Anerkennung und Ruhm. Er begründete die katholische Lehrtätigkeit und damit die eigentliche spätmittelalterliche Theologie. Er sorgte für eine fundierte Ausbildung der Mönche auf praktischer Grundlage ohne zu großen Eifer und ohne zu große Frömmigkeit, die nach seiner Auffassung nur schaden könne. Durch Gründung von über 300 Konventen und zahlreichen Predigten in den Universitätsstädten Europas gewann er sehr viele neue Anhänger des Ordens. Albertus Magnus war einer der bedeutendsten unter ihnen. Der offenkundige Einklang zwischen Wort, Tat und Lebensführung, den Jordan ausstrahlte, brachte ihm bereits zu Lebzeiten kultische Verehrung ein.
Vor seinem Eintritt in den Dominikanerorden (1220) leistete Jordanus Saxo einen Beitrag zur Theorie des Sprachsystems, der in der neueren Forschung als Meilenstein in der Geschichte der Allgemeinen Linguistik erkannt wurde. Zur Zeit der Hochscholastik wurde die Grammatik (damals im Sinne von Lehre von Sprachproduktion und Sprachwahrnehmung) im Wesentlichen aus Sicht der Logik der Sprache beschrieben. Während seiner Pariser Lehrtätigkeit gelang es Jordanus Saxo um 1219, einen eigenständigen, grammatiktheoretisch neuartigen Erklärungsansatz zu entwickeln. Dazu verfasste er einen mittellateinischen Kommentar zu einem Priscian-Traktat. Sein linguistisches Interesse galt der satzweise geordneten, wohlgeratenen Äußerung bzw. Redeleistung, die etwas fest Umrissenes anzeigt, bezeichnet oder bedeutet. Speziell untersuchte er die Frage, ob die Logik oder die Grammatiktheorie als die frühere, elementarere Disziplin der Trivium-Sprechwissenschaften anzusetzen sei. Jordanus Saxo kam zum Schluss, dass die Grammatiklehre, d. h. die auf die Sprache (Lingua franca) bezogene Linguistik, die elementarere sei, weil ihr Untersuchungsgegenstand, die sinnvoll zusammenhängend hervorgebrachte Rede, sich früher herausbildete als derjenige der scholastischen Logiktheorie der Sprache. Somit schuf er gegenüber dem Trivium-Konzept der Scholastik einen wichtigen Fortschritt. Später wurde der Ansatz von Personen wie Thomas von Erfurt weiterentwickelt.
Jordan wird als Verfasser der Ordenschronik Libellus de principiis ordinis praedicatorum angesehen. Zudem sind 56 Briefe überliefert, die er in Paris überwiegend an Diana Andalo schrieb.

## Ehrungen
Am 10. Mai 1826 wurde er von Papst Leo XII. seliggesprochen.
Außerdem ist er der Schutzpatron der ingenieurwissenschaftlichen Fakultät der Päpstlichen und Königlichen Universität des heiligen Thomas von Aquin in Manila sowie der Dominikanischen Laiengemeinschaft im Erzbistum Freiburg.

## Schriften
- Angelus Walz (Hrsg.): Beati Iordani de Saxonia Epistulae (= Monumenta ordinis fratrum praedicatorum historica, Band 23). Institum historicum Fratrum Praedicatorum, Rom 1951.
- Clm 14476, Folio 17 recte (Spalte a), bis Folio 61 recte (Spalte a) der Bayerischen Staatsbibliothek München, enthält den Priscian-Minor-Kommentar des Jordanus Saxo. Incipit: „Sermocinalis scientia, (cum) sit de sermone, diversificatur sicut et sermo“.